# Ikebana

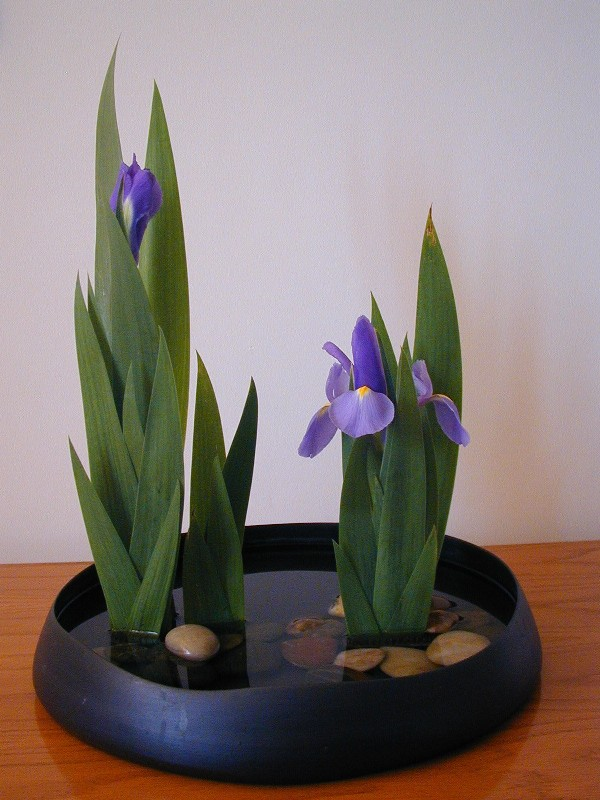
Ikebana, kosatec ajame (菖蒲), tradiční styl (moribana)

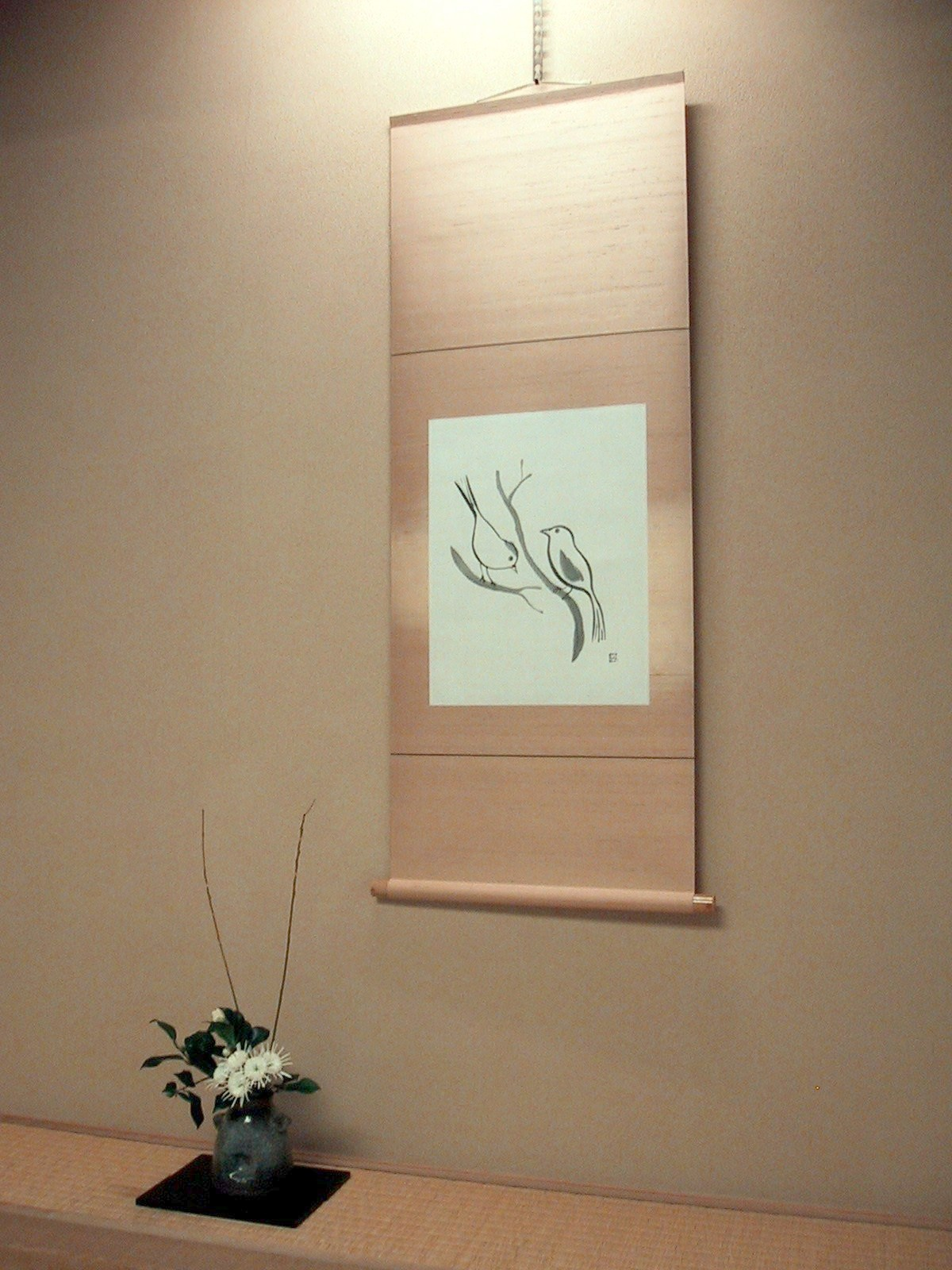
Nástěnný obrázek a ikebana

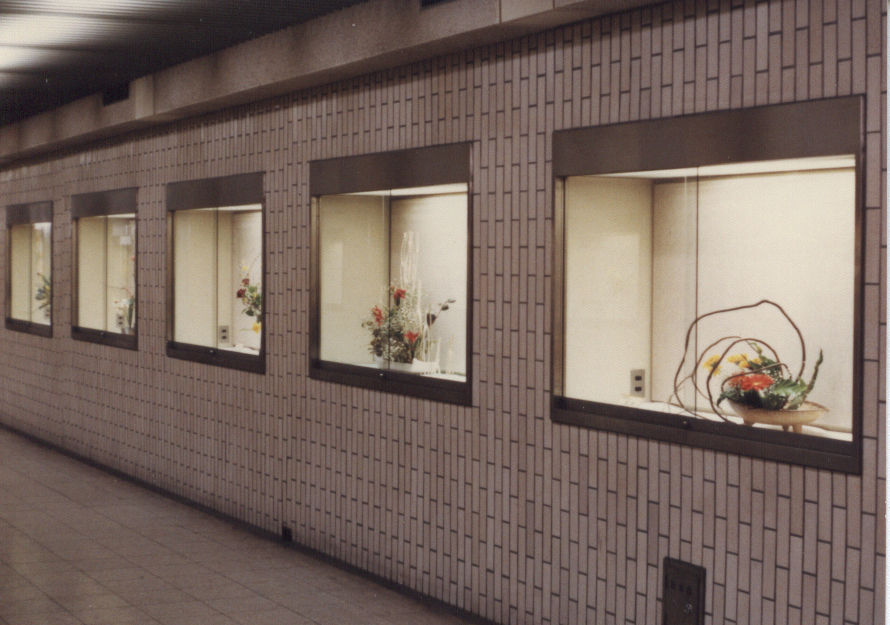
Výstava květin ikebana v Kjótském metru

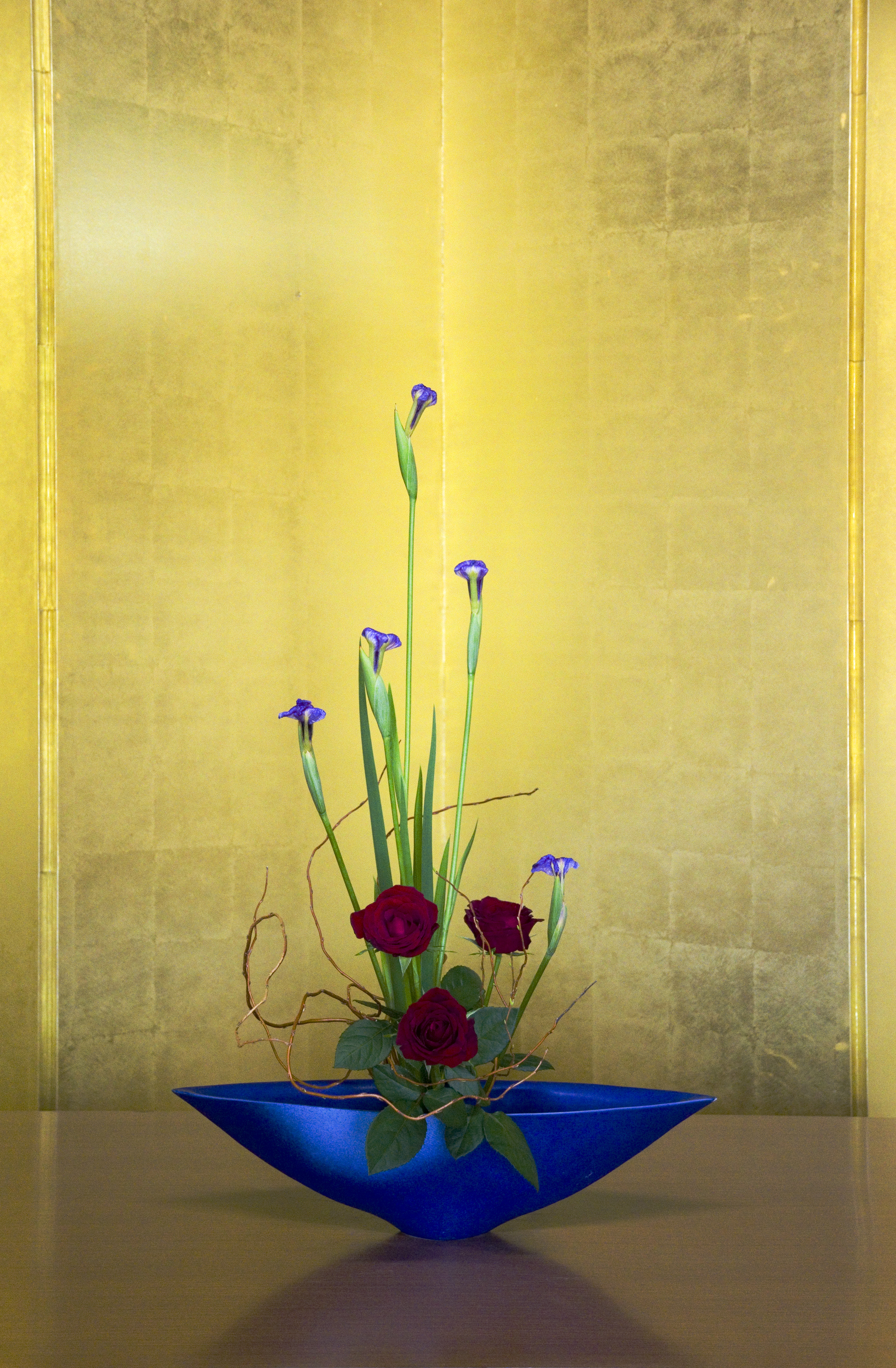
Ikebana - 5 kosatců, 3 růže v Kjótském chrámu

Ikebana doslova „oživené květiny“ je japonské umění aranžování květin, také známé jako kadó – „cesta/umění květin“.
Na rozdíl od dekorativního aranžování květin v západních zemích se japonská ikebana snaží vytvořit harmonii lineární konstrukce, rytmu a barvy. Zatímco lidé na západě se snaží zvýrazňovat množství a barvy květin a soustředí svou pozornost hlavně na krásu květů, Japonci zdůrazňují lineární aspekty aranžování. Ikebana věnuje pozornost váze, stonkům, listům a větvím stejnou měrou jako květům. Celá struktura japonského aranžování květin je založena na liniích alegorizujících nebe, zemi a lidstvo. Ikebana tyto linie používá jako tři rozměry.
Jedním z prvních pedagogů ikebany byl Senkó Ikenobó, zakladatel jedné z významných škol ikebany. Mělké misky nejdříve používal Unšin Ohara, jeden ze zakladatelů stylu moribana. Ve dvacátém století byly vedeny rozepře, zda je ikebana umění, řemeslo nebo pouhá hra.
Dva z nejslavnějších japonských šógunů, Hidejoši a Jošimasa, nacházeli přínos v ikebaně pro zklidnění své mysli. Mary Averill uvádí, že je proto ikebana považována za „cenný trénink i pro mužský mozek“.

## Historie
Vzhledem k tomu, že aranžování květin převzali Japonci z Číny spolu s buddhismem, bylo zpočátku přirozeně naplněno čínskou buddhistickou filozofií. Buddhistická touha uchovat život tak leží u kořene celé ikebany a vytvořila většinu pravidel uspořádání květin, výběr a tvary květinové vázy.
Je uvažováno, že čínské kytice měly původně jistý vliv na založení ikebany. M. Averill popisuje:"Odporné pohřební kytice uspořádané jako masy skvělých květin na krátkých stoncích, hrubě a pevně svázané dohromady, vypadají jako původní kytice v Japonsku, které tak byly uspořádány několik generací. Číňané nárokují původ ikebany pro svoji zemi a prohlašují ikebanu za svůj vynikající způsob aranžování květin."
Ale přitom podle autorky není zřejmé, zda původní tvar je skutečně původně čínský. Je stejně tak řecký jako čínský v hlavních rysech, takže je zde značná pochybnost, zda je uvedený způsob aranžování řecký nebo čínský.
První květinová výzdoba vytvořila systém známý jako Šin no hana (真の花), což znamená soustředné aranžování květin. Byl to první pokus reprezentovat přírodní krásu pomocí ikebany, napodobit přírodní scény.
Jošimasa (japonsky 足利 義政 (20. ledna 1435 – 27. ledna 1490), osmý šógun dynastie Ašikaga a velkorysý patron umění, byl největším propagátorem čajového obřadu čanoju (japonsky 茶の湯) a ikebany. Slavný malíř Sóami, pokrokový umělec a přítel Jošimasy, je tím, kdo zřejmě ovlivnil další vývoj japonského umění ikebana. Sóami (相阿弥, ? - 12. listopadu 1525) vytvořil koncept, kdy mají linie reprezentovat tři prvky - nebe, lidstvo, a zemi. Z tohoto konceptu vycházejí i moderní principy uspořádání ikebany používané v 21. století.

## Teorie

### Symbolika
Aranžování ikebana je založeno na buddhistických tradicích. Myšlenka štěstí a neštěstí, dobré a zlé náhody, upravuje jak výběr materiálu tak formy uspořádání. Barvy některých květin jsou považovány za nešťastné. Červené květy, které jsou použity při pohřbech, jsou nežádoucí také proto, že se předpokládá, že červená barva představuje červené plameny ohně. Lichý počet květů je štěstí, ačkoliv některá čísla přinášejí smůlu, a jsou proto nežádoucí, a nikdy nejsou použita při aranžování květin. S lichými čísly se aranžmá vyhýbá symetrii a jednoduché rovnováze která se jen zřídka vyskytuje v přírodě, a která podle Japonců není nikdy atraktivní v umění jakéhokoliv druhu.
Jednotlivé prvky skupiny v aranžování květin se vyznačují jako klasifikace jako:
- nebe, lidstvo a země
- země, vzduch a voda
- otec, matka a dítě

#### Nebe, země a lidstvo
Nejdelší stonek je označován "šin" (真), symbolizuje nebe, jeho délka odpovídá přinejmenším délce nádoby, jeho sklon k ústřední ose je 15° a linie směřuje mírně dopředu. Druhá linie se nazývá "soe" (副), symbolizuje lidstvo. Je odkloněna od hlavní osy o 45° a má vzbuzovat dojem že vyrůstá stranou celku. Třetí linie symbolizující zemi se nazývá "hikae" (控え), v některých školách se používá synonymní termín "tai" (体). Aranžuje se opačným směrem než předchozí linie "soe" a od hlavní osy se odklání v úhlu 75°. Tyto tři hlavní linie jsou základem aranžmá a bývají doplněny dalšími prvky ("džúši").
Schematické označení linií v nákresech ikebanistů bývá následující - šin je označen kolečkem, soe čtverečkem a hikae trojúhelníkem. Ostatní prvky jsou označeny velkým T.

#### Sexualita a další symbolika objektů v ikebaně
Myšlenka použití rozlišení pohlaví u neživých objektů prostupuje do značné míry aranžování květin, stejně jako japonskou zahradní architekturu. Pochopení vázy, jako něčeho významnějšího než pouhé nádobu na květy, je čistě japonská tradice. Vidí ji jako povrch země, ze které vytékají prameny. To pomáhá při aranžování ikebany k vytvoření představy rostlin v přirozených podmínkách, jak je to jen možné s ohledem na dané podmínky.

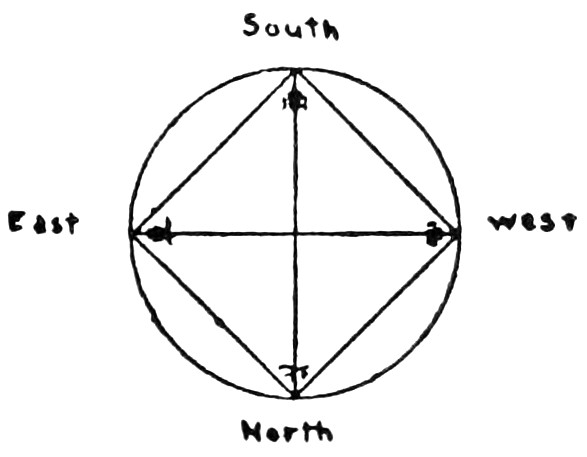
Váza je podle představy ikebany vždy rozdělena a vztahují se na ni body kompasu.

Váza je podle představy vždy rozdělena a vztahují se na ni body kompasu. Tyto body přesně určují jak se ve váze květy umisťují během ročních období. Například, v březnu, když převládá silný vítr, neobvyklé křivky větví ukazují vliv silného větru. V létě se radují Japonci z nízkých, širokých nádob, kde převládá voda a vytváří chladnější a více osvěžující prostředí než vzpřímené vázy.
Neexistuje žádná příležitost, která by nemohla být vyjádřena způsobem, jakým květy jsou v kompozici uspořádány. Ačkoliv by se to mohlo zdát divné, náš odchod z domova může být oznámen neobvyklým uspořádáním květů. Více než stovky obyčejných událostí mohou být oznámeny pomocí půvabných květinových kompozic. To, že mnoho japonských básníků opěvuje vrby, srovnání jejich velmi dlouhých větví s dlouhým životem, šťastným manželstvím, atd, je často využito u mnoha oslav a jsou velice oblíbené pro kompozice připravené na rozloučenou. Délka větve zajišťuje bezpečný návrat z nejdelší cesty, a to zejména v případě, že jedna větev tvoří kompletní kruh.
U topeniště (hibači - 火鉢) v domě jsou při aranžování ikebany v Japonsku použity bílé květy, protože symbolizují vodu k uhašení požáru. Oheň vzbuzuje vždy strach, a to pro hořlavost konstrukcí mnoha domů, ale také hořlavost střech. Červené květiny symbolizují oheň, takže je třeba se jich vyvarovat.

#### Symbolika a tradice
Lze vytvořit vhodná aranžmá pro všechny šťastné příležitosti, stejně jako pro ty smutné. Na oslavu dědictví může být použito všech druhů stálezelených rostlin a zářivě barevných chryzantém, avšak žádné květiny, které dlouho nevadnou, aby takto nebyla vyjádřena chybná myšlenka, že „bohatství a majetek s vámi může zůstat navždy.“
Pro smuteční vazbu by měly být použity bílé květy, s několika suchými listy a větvemi, uspořádané tak, aby se vyjádřila pocit pokoje a zklidnění. Všechny zasílané květinové dary musí být jako poupata, aby osoba, které jsou odeslány, mohla mít to potěšení vidět je otevírat - přímo v kontrastu k zásadě euroatlantické kultury, kdy všechny květy musí být dokonale zcela rozvity nebo rozvíjející se před odesláním z květinářství.

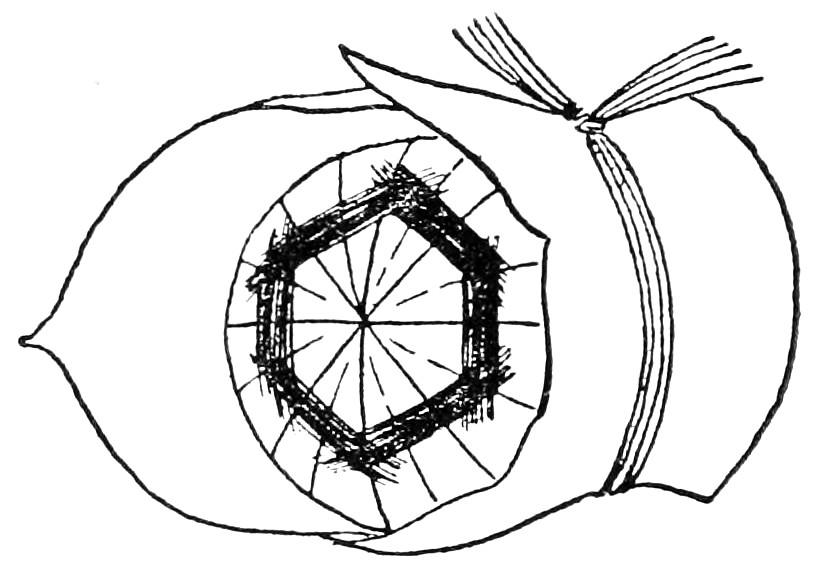
Opory používané v jednom ze stylů ikebany, které jsou nejjednodušší a jsou stejné po celý rok.

#### Roční období
Japonci popisují přeměnu květu na ovoce jako stěhování duše rostliny z květů na listy a z listů do ovoce, podle čtyř ročních období. Na jaře je duše rostliny v květech, v létě je v listech, a na podzim vchází do ovoce, zatímco v zimě je rozšířena ve větvích.

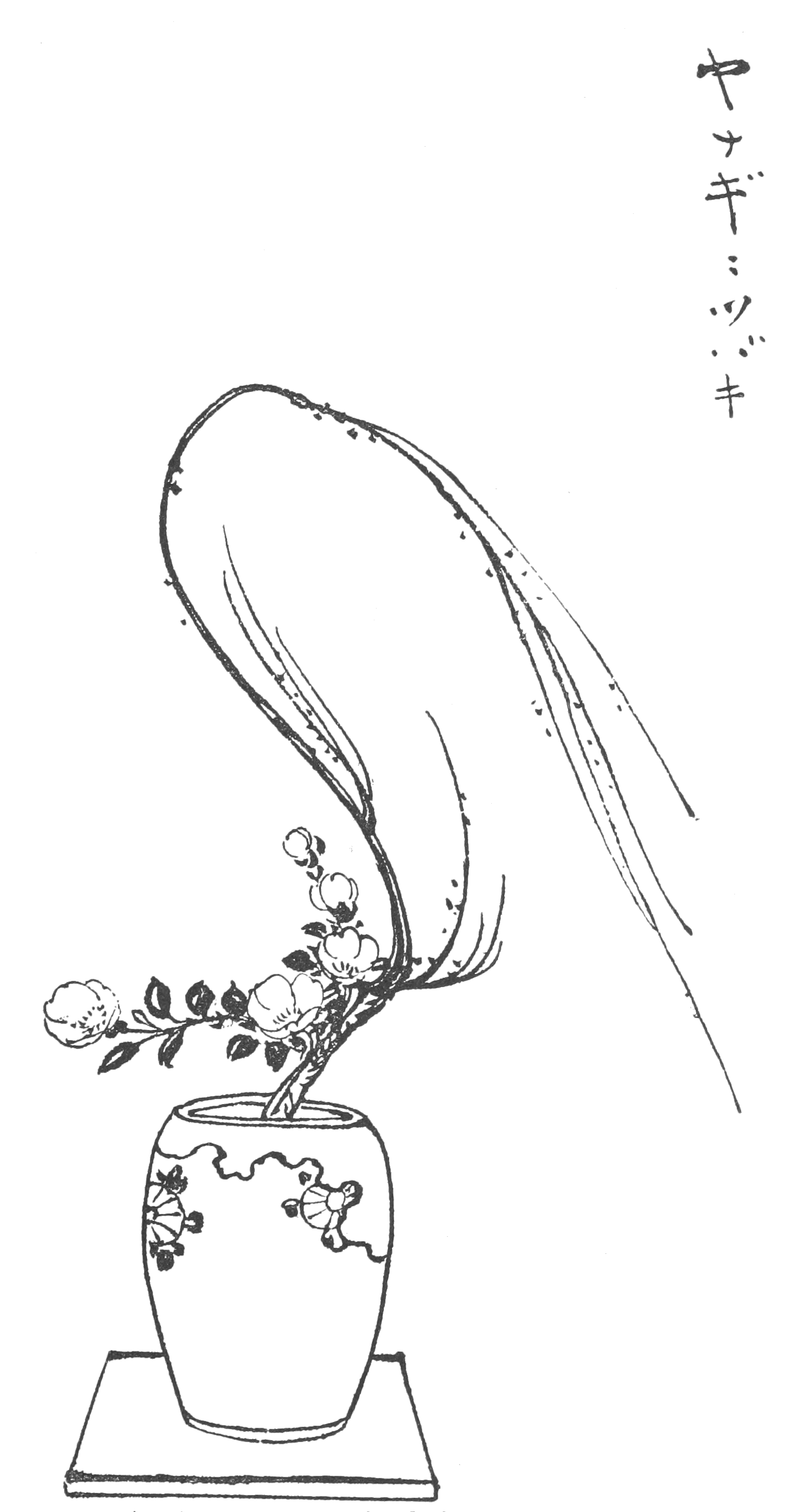
Aranžmá vhodné pro únor a březen, období, kdy vane silně vítr.
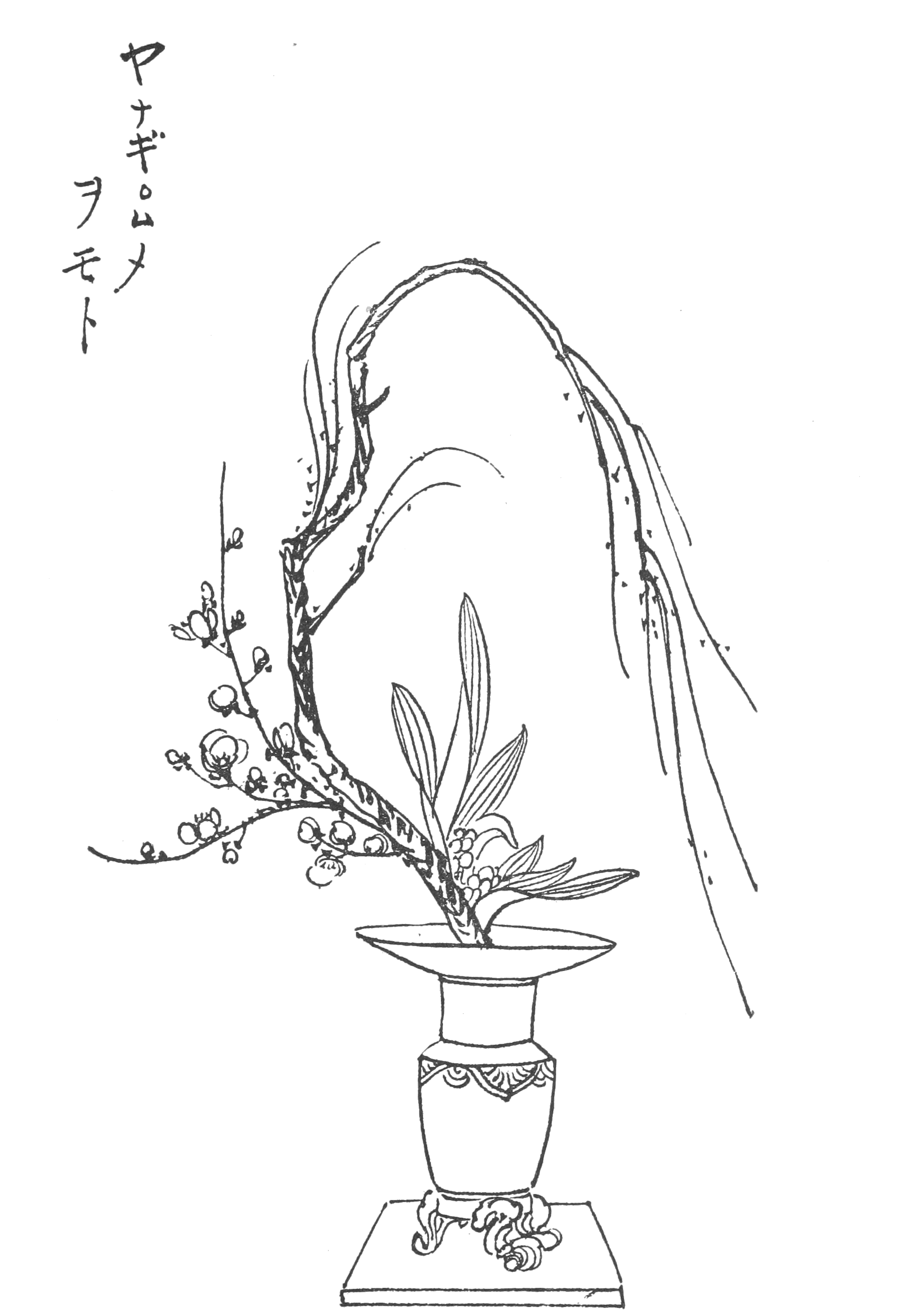
Aranžmá vhodné pro březen, období, kdy vane silně vítr.

##### Jarní kompozice
Na jaře, mají být aranžmá květin volně upravené a rozprostřené. Některé větve mají být mírně ohnuty směrem k přední straně a další směrem dozadu. Linie nebe zůstává vždy ve svislé poloze, ale větve představující lidstvo a zemi jsou v některých bodech směřující vpřed a v jiných vzad.
Je nezbytné ponechat úsek mizu-giwa (水際) volný, místo kde jsou všechny stonky zdánlivě spojeny. Výhony se objevují nad tímto úsekem jako krátké letorosty, asi 7 cm dlouhé. Krátkost této části v kompozici odráží délku života rostlin v tomto ročním období. Množství vody ve váze je regulováno také v závislosti na ročním období. Na jaře, když jsou toky řek plné k prasknutí, jsou vázy naplněné až po okraj. Japonci používají vosk na okraji vázy, takže voda může vypadat, že přetéká přes okraj, jako by nádoba byla naplněna vodou k prasknutí, ale ve skutečnosti nemůže vytékat.

##### Letní kompozice
V létě je vhdoné používat mladé zelené listy ve velkém množství. Listy musí být zastřiženy v blízkosti vody tak, aby vynikl chladivý efekt při pohledu na vodu. Mizu-giwa má být kratší než v kterémkoli jiném ročním období, asi čtyři centimetry vysoká. Kompozice má být velmi plné a široké. Má být použito tolik různých ohybů větví jak je jen možné. Mělké vázy, s širokou vodní plochou, se obvykle nejvíce používají v tomto období.

##### Podzimní kompozice
Na podzim jsou používány zlaté nebo žluté listy v kompozici, které ukazují čas sklizně. Kompozice mají být méně plné, s použitím méně bohatě větvených linií. Mizu-giwa má být vyšší, asi devět centimetrů, v tuto dobu listy začínají padat ze stromů a člověk vidí více kmenů a větví.
Japonci věří, že vtomto období panuje nálada vyjadřující klid a mír. To se odráží v tvorbě jednodušších kompozic než je tomu na jaře nebo v létě, a je kladen větší důraz na krásu linie než listy nebo květy.

##### Zimní kompozice
V zimním období je aranžmá provedeno pouze s několika křivkami. Květenství a plodenství nebo větve mají být vice ploché. Linie symbolizující lidstvo a zemi nemají být směřovány k přední straně, ale spíše mírně dozadu.
Každá linie musí být jednoznačná a zřetelná jako větve stromu v zimě. Všechny rostliny mají řidší růst v tomto období. Kmen bezlistého stromu je vidět do větší výšky, takže mizu-giwa (水際) je vyšší v zimě v kterémkoliv jiném ročním období. V zimě by měla mít výšku jedenáct centimetrů.

## Zásady aranžování květin ve stylu ikebana
Pro upevnění materiálu v kompozici se používají různé materiály s ohledem na zásady úpravy podle jednotlivých stylů. V aranžování ve stylu moribana je obvyklý kenzan, kovový ježek, do kterého se vpichují rostliny. V aranžování rikka byly používány také slaměné podložky. Na konci 20. a počátku 21. století je často používán k aranžování květin ve stylu ikebana florex (oasis). Ten aranžování ikebany často velmi zjednodušuje. Dlouhá staletí býval používán pro aranžování systém opor, kolíků, které jsou nazývány kubari (花配り [hanakubari]).

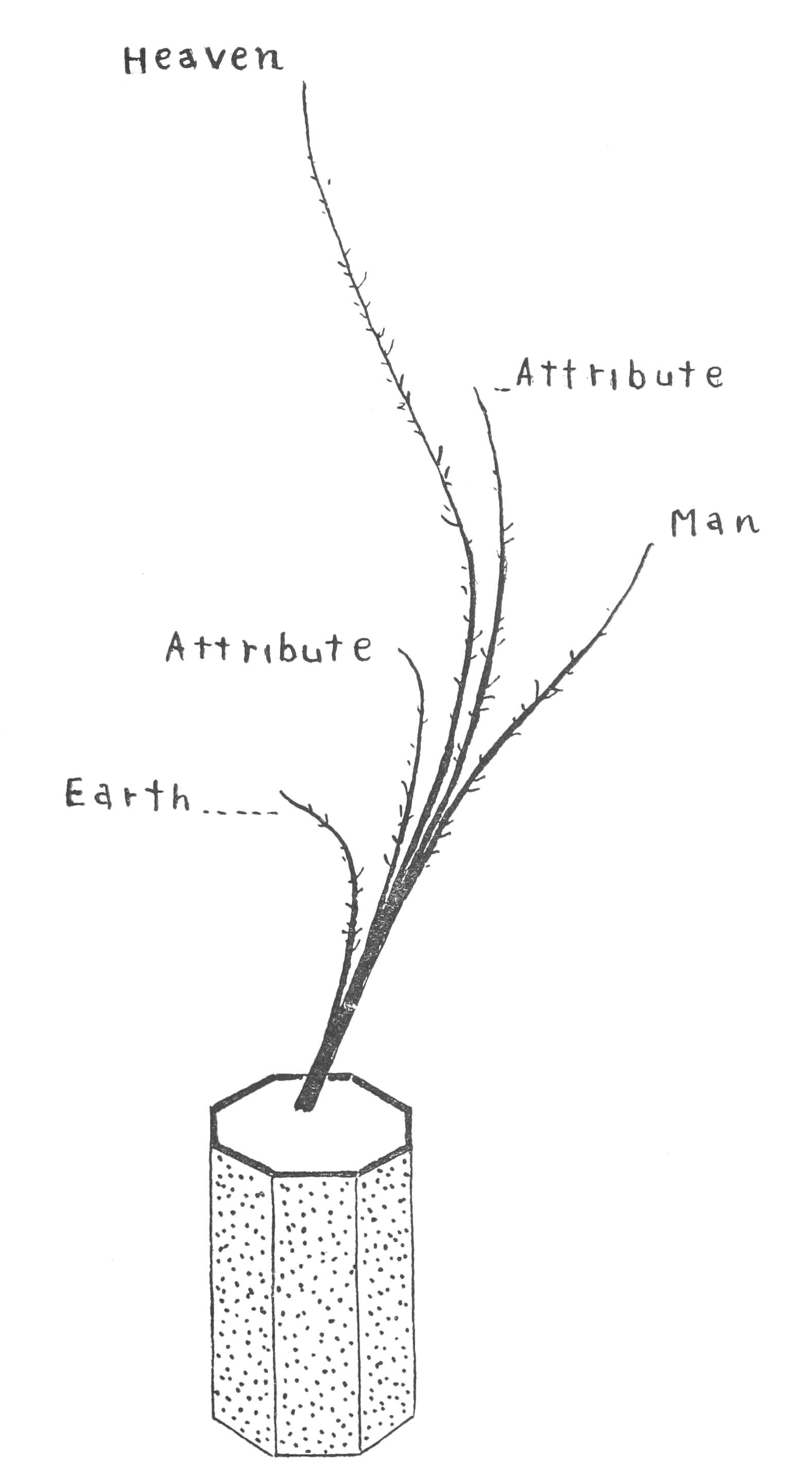

Výběr správných materiálů pro ikebanu je otázkou kterou nelze řešit pouhým vyjmenováním druhů a popisem tvarů, protože jde o hlavní estetický výrazový prostředek odrážející individuální záměr autora. Proto se správný výběr lze naučit až s praxí, vnímáním linií a rozvíjením prostorové a barevné představivosti. Materiály odkazují na tři principy, obvykle označené „nebe, lidstvo, a země“. Často je použito velmi málo tvarování nebo prořezávání.

## Ikebana v Evropě

### Souvislosti
Japonské umění přichází do Evropy v několika vlnách a vždy více než Japonsko vyjadřuje spíše v té době převládající evropský styl a přístup k životu. Japonské umění v Evropě je tak nahlíženo skrze uznávané evropské hodnoty. Na konci 19. století je to obdiv k bonsajím a gejšám, sakurám, ukijo-e (浮世絵) pod vlivem malebné a zdobné secesní krásy. V polovině 20. století přichází japonská kultura na vlně obdivu k vzestupu japonské ekonomiky a Evropané stojí v úžasu před kaligrafií (japonsky 書道 [šodó]), architekturou japonského interiéru, tušovou malbou a ikebanou, které považují za omezenou společenskou zábavu, japonské koníčky (hobby). Lze tak nahlížet na ikebanu v souvislosti na její tvorbu, význam a použití v Japonsku nebo v kontextu Japonska a Evropy a na ikebanu, která je v Evropě Evropany přizpůsobena pro evropské poměry.

## Sociální kontext
Evropané se často domnívají, že ikebana je každodenní součástí všedního života Japonců. Ikebana ale nikdy nebyla v žádném období široce rozšířena mezi všemi vrstvami kastovního systému. Původně byla součástí buddhistických rituálů šlechty u dvora (styl rikka, 15. století), měšťany (styl seika (生花) 18.-19. století) a později se ikebana rozšířila mezi buržoazií (styl moribana a džijúka, počátek 20. století).
Ikebanou se v Japonsku aktivně zabývají čtyři skupiny obyvatel:
- učitelé ikebany
- studenti ikebany
- nepraktikující absolventi studia ikebany
- zájemci o ikebanu

Učitelé ikebany jsou především muži, naproti tomu většinu ostatních skupin tvoří ženy. Například v milionové skupině Sógecukai, mezi učiteli i žáky jsou celkem 2% mužů. Tato tendence se dlouhodobě nemění. Skupina nepraktikujících absolventů studia ikebany je nejrozsáhlejší co do počtu osob. Studenty ikebany jsou příslušnice japonské maloburžoazie, což je spojováno s náklady spojenými s touto tvorbou a především estetikou interiéru, který má už smysl nějak zdobit. Zájemkyně o ikebanu rekrutují mezi ženami v movitějších kastách japonské společnosti. Podle záznamů v roce 1965 v Tokiu polovinu studentů ikebany tvořily mladé (ještě neprovdané) úřednice a zaměstnankyně nevýrobních odvětví. Ikebana je v Japonsku vnímána jako součást kultury, historie, hluboce zakořeněných tradic.
V Evropě je naopak ikebana vnímána jako pokrokový, moderní a progresivní směr. Natolik progresivní, že někdy neochotně přijímán. Ikebana přesto představuje umění zahrnující především množství feudálních tradic a historických náboženských idejí.
V roce 2014 v Japonsku působí asi 3 200 různých škol aranžování ikebany. Školy preferují vlastní pravidla, vlastní délky (výšky) linií , a kombinace.

## Rozdělení aranžmá ve stylu ikebana na ženský a mužský princip
„In“ (také „jing“ 陰) a „Jó“ (také „jang“陽) jsou názvy dvou typů aranžmá. V obou musí být dodržovány pravidla ikebany. Rozdělení je dáno směřováním linie symbolizující zemi z pohledu pozorovatele.
- „In“ je ženský typ aranžmá. Aranžmá má linii symbolizující zemi z pohledu pozorovatele vpravo.
- „Jó“ je mužský typ aranžmá. Aranžmá má linii symbolizující zemi z pohledu pozorovatele vlevo.

Kromě tohoto základního směrově určeného uspořádání linií se liší mužský a ženský typ aranžmá i dalšími odlišnostmi v textuře a dalších charakteristikách úpravy. Tento úhel pohledu je však dán japonskou tradicí, úhlem pohledu Japonců. Mimo Japonsko, je mnoho významů a symbolů spojeni s typy pohlaví. Bude však lhostejné, který typ aranžér připraví, důležité je posouzení toho jak jsou aranžmá připraveny.

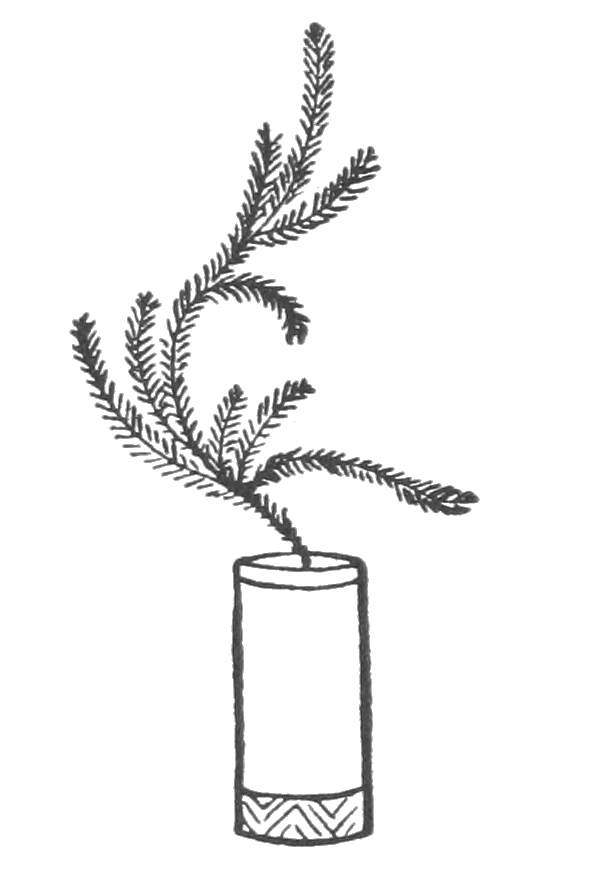
Mužský typ.
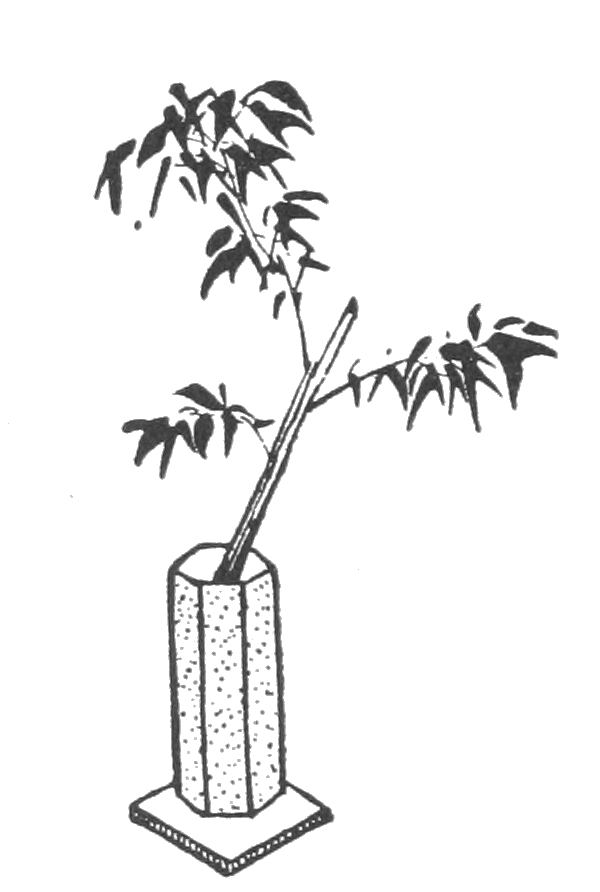
Ženský typ.

## Školy ikebany
Uměním aranžování květin se zabývají skupiny aranžérů, sdružené v jednotlivých „školách“. Tyto školy nejsou svou podstatou pouze místa sloužící k výuce, ale především k pěstování a rozvíjení kultury aranžování květin, která byla v počátku součástí buddhistického učení a obřadů. Tyto školy se mírně liší pojetím a především pojmenováním některých forem, principů a prvků.
První školu aranžování květin která později rozvinula styl ikebany založil [zdroj?] Ono no Imoko (小野 妹子). V letech 607-608 n. l. studoval u císařekého dvora v Číně buddhismus.[zdroj?] Po návratu do Japonska a odchodu do důchodu vytvářel aranžmá ve stylu ikebana v buddhistickém klášteře Rokkakudo v Japonsku u města Kjóto. Školu aranžování květin Ono no Imoko nazval[zdroj?] Ikenobó (池坊流) Podle jiných zdrojů tak nazýval (池坊) sám sebe..
Samotný vznik prvního skutečného stylu ikebany - tatebana je však datován přibližně do třináctého či čtrnáctého století s tím že Ono no Imoko přivezl z Číny do Japonska čínskou buddhistickou tradici umění aranžování květin (kuge). Ze způsobu aranžování květin který prováděl Ono no Imoko se ikebana teprve později vyvinula. Tvrzení že „Ono no Imoko založil ikebanu“ je tak pouze zkratkou.
Později vznikají školy Ohara (小原流), Sógecu (草月流), Kózan (広山流), Korjú šóókai (古流松應会), Rjúsei-ha (龍生派), Kokusai (国際 - "mezinárodní"). Jednotlivé školy se specializují na některé typy ikebany.

## Styly
Nejstarší styl ikebany se nazýval tatebana (立て花), což znamená vztyčené květiny. Novější je styl rikka (立花) který se udržel do moderní doby. Styl používaná k výzdobě při čajovém obřadu je nazýván čabana (茶花). Nageire (投げ入れ) je styl netvarovaného designu (bez struktury), který vedl k založení seika nebo šóka (生花) stylu. Seika nebo šóka styl je jednostranná slavnostní úprava květin v asymetrické kompozici tvořící tvar se třemi vrcholy. Květiny jsou umístěny v tokonomě (床間). Při tomto stylu je respektováno pravidlo umisťovat v interiéru pouze jedno aranžmá ikebana.
V mnoha publikacích se názvy stylů a charakteristických prvků ikebany rozcházejí, protože umění bylo předáváno z generace na generaci ústním podáním v jednotlivých školách, kde si mistři osvojili nějaký směr aranžování který nějak vyjádřili a poté pojmenovali vlastním názvem. Obecně jsou rozeznávány především dva typy ikebany - moribana (盛り花) a nageire (投げ入れ). Racionální způsob analýzy ikebany však není dost dobře možný.
U ikebany se rozeznávají čtyři typy úpravy: vertikální, horizontální, nakloněný a skloněný. Také jsou rozeznávány pravá a levá varianta (běžná a opačná).

### Tatebana
Tatebana (立て花) je označení pro styl který je označován jako historicky nejstarší styl ikebany, styl který vznikl během období Muromači. Jiné zdroje označují jako nejstarší styl ikebany Kuge a další dokonce styly Joriširo (依り代) a Kuge (供花, častěji/moderněji čtené [kuka], v buddhistické terminologii též 仏花 ([bukka] nebo [bucubana])). Ty jsou ovšem uvedeny jako způsoby aranžování z nichž ikebana pochází, nikoliv jako styly ikebany. Kuge je označení pro buddhistickou úpravu květin pro oltáře, používanou v Číně a na místech kde se z Číny buddhismus šířil. Právě v Číně tyto úpravy květin na oltáře (kuge) Ono no Imoko (小野 妹子), zakladatel ikebany zřejmě viděl a snažil se pak v Japonsku v buddhistickém klášteru napodobit. Z těchto úprav pak vzniká tatebana.
Aranžmá tatebana bylo provedeno do vázy s úzkým hrdlem. Masivní aranžmá tvořila větev z borovice ve střední části byly menší květy výrazné listy nebo plody a v dolní části větší květy nebo jiný materiál. Materiál v aranžmá působil podstatně více přírodně a linie byly méně zřejmé. Celkově byla osa aranžmá spíše vertikální.
Ze stylu tatebana se vyvinul později styl rikka.

### Rikka

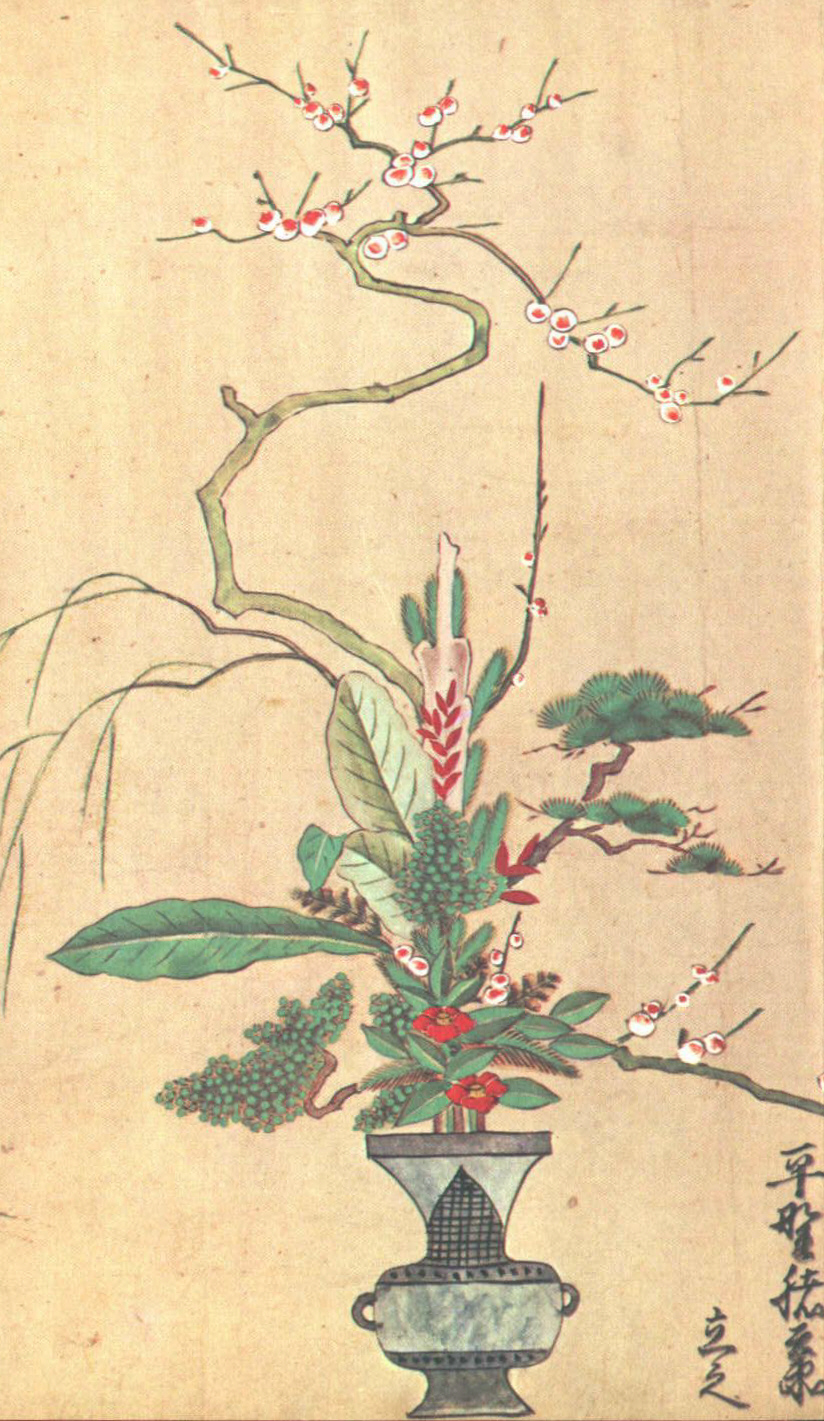
Styl rikka.

Styl rikka (立花) se vyvinul z tatebana (立て花) a aranžování květin pro buddhistické obřady, které byly prováděny v 15. století. Až kolem roku 1700 se vydělilo sedm hlavních linií a zhruba od roku 1800 se skládá z devíti hlavních směrů, z nichž každý podporuje jiné vedlejší linie. Byla vytvořena důležitá pravidla, které se týkají charakteru linií, jejich délky a kombinace materiálů, použití kenzanu nebo Komiwara (svazky slámy), atd. Nejnovější podoba stylu je rikka šimpútai (představena v roce 1999).

### Čabana
Čabana (茶花 hepburnův přepis: chabana) je jemně uspořádané aranžmá určené pro čajový obřad, kterého se mají účastnit hosté. Čabana má dvě linie, jedna zobrazuje hosta, druhá hostitele. Má jednoduché a přirozené uspořádání, je obvykle aranžováno z větve a kvetoucího rostlinného materiálu, ale může být naaranžováno z jednoho materiálu. V ideálním případě by měla být v barvě kimona hostů, což je důvod, proč musí být hostitel informován předem.

### Šóka

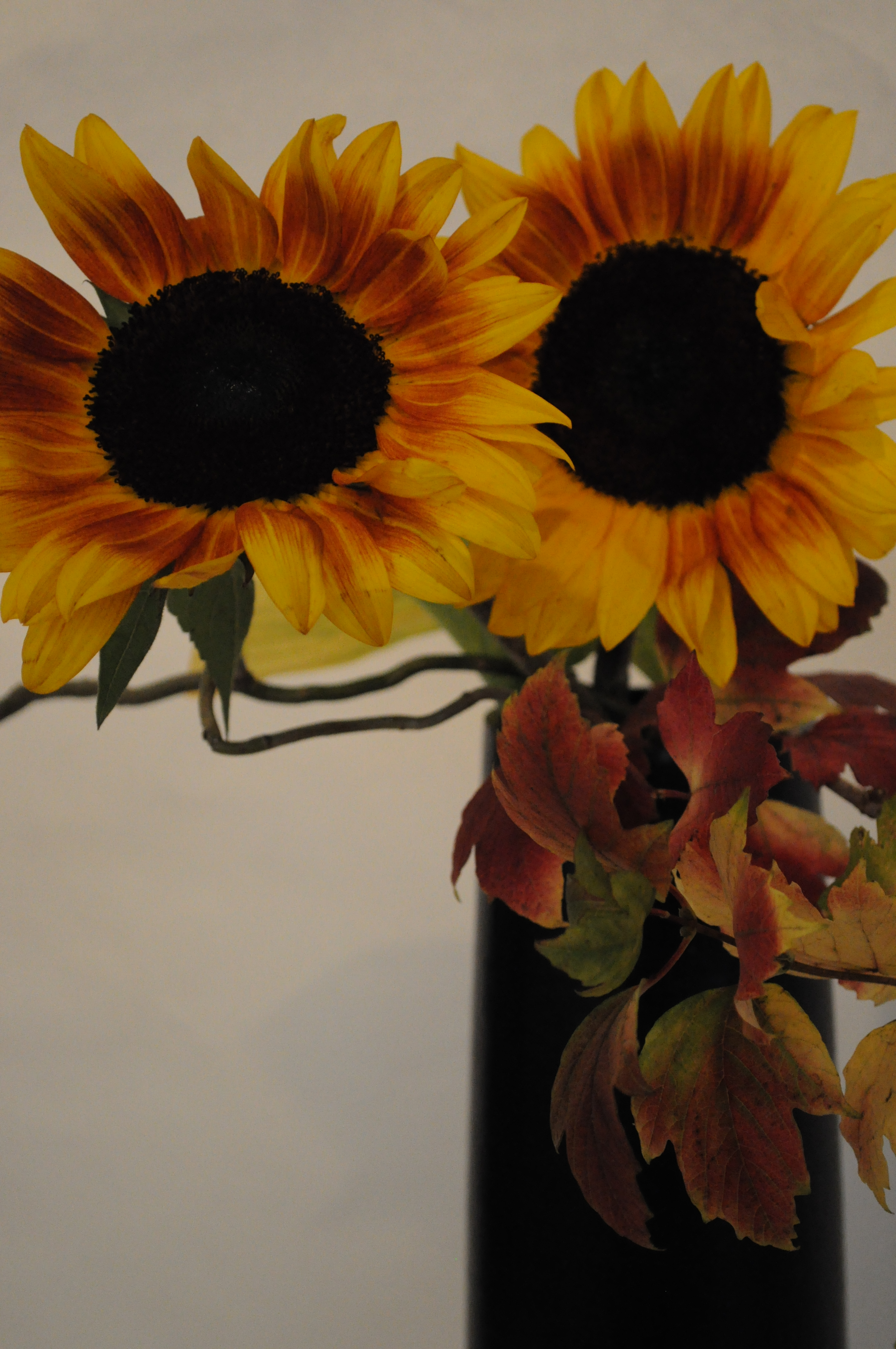
Nageire.

Styl šóka, nazývaný také seika (生花), shōka (hepburnův přepis), seikwa (historický, obsoletní přepis slova seika), ikebono. Je zjednodušenou formou stylu rikka a také jednou z nejtradičnějších forem ikebany. Skládá se ze tří hlavních směrů šin (真), soe (副え) a tai (体) jako hlavních linií, vycházejících obvykle z jednoho základu. Všechny linie musí být připojeny přímo za sebou v kenzanu nebo pomocí kubari (upevnění kousky větví, klacíky, 配り). Rozlišuje se mezi klasickým a moderním šóka. Klasický styl šóka pracuje s několika málo výjimkami, pouze s jedním nejvýše dvěma materiály. Materiál musí původně pocházet z Japonska, jsou povoleny jen klasické nádoby a upevnění květin musí být provedeno starou technologií. Moderní šóka povoluje tři materiály, jakéhokoliv původu, každou vhodnou nádobu a kenzan jako spojovací techniku. Autorem stylu je škola Ikenobó (池坊流).
Aranžmá ve stylu šóka působí vzpřímeně. Tři osy jsou velikostně odlišeny vždy o rozdíl jedné třetiny. Linie jsou málo odkloněny od svislice. Druhá hlavní větev je o 15° odkloněna odpředu od svislice. Pro linii šin se používá větev, soe musí být větvička dřeviny anebo květina s pevným stonkem, na hikae se používají květy. Téměř se nepoužívá doplňkový materiál. Z květů jsou vhodné chryzantémy růže, kosatce, tulipány, narcisy, kamélie.

#### Šóka šófútai
Tři hlavní linie (šin, soe a tai) jsou doplněny dalšími významově druhořadými prvky aširae (あしらえ/配え) nebo aširai (あしらい/配い). Vyjadřuje krásu přírody, přičemž květy i listy jsou stejně důležité. Prvky jsou často upevněny v kenzanu. Linie „šin“ u šóka šófútai vede středem aranžmá a rozděluje celek na dvě části - „soe“ (také „jo“) a „tai“. Soe je část, která byla při růstu rostliny osvětlena sluncem, tai byla naopak odvrácená.

#### Šóka šimpútai
Styl šóka šimpútai předvedl v roce 1977 ředitel školy Ikenobó, Sen'ei Ikenobó (池坊 専永). Styl je moderní, volnou parafrází stylu šóka, je uspořádán velmi úsporně a ze tří materiálů. I zde jsou linie přímo za sebou, ale většina pravidel šóka je zmírněna ve prospěch subjektivní harmonie. Například dřevitý materiál stojí před bylinným materiálem, pokud je celkový dojem harmonický.) Hlavní směry jsou šu, jo a aširai (あしらい/配い). Šu a jo stojí v opozici, vzájemným působením vytvářejí podstatu a aširai slouží jako doplněk.

### Nageire
Nageire (japonsky 投げ入れ) je aranžmá ve váze, má tři hlavní linie - šin, soe a tai. Rostlinný materiál se spojuje kubari (kousky větví), ve váze linie mohou být i volně umístěny stonky ve vodě. Při stylu nageire stonek každé rostliny stojí zvlášť, aby vynikl přirozený charakter růstu. Větve a stonky se mohou křížit, ořezávají se listy, větvičky i květy, pokud to zlepší charakter kompozice. Styl nageire se hodí pro aranžování do štíhlých váz a aranžování větví.

### Heika

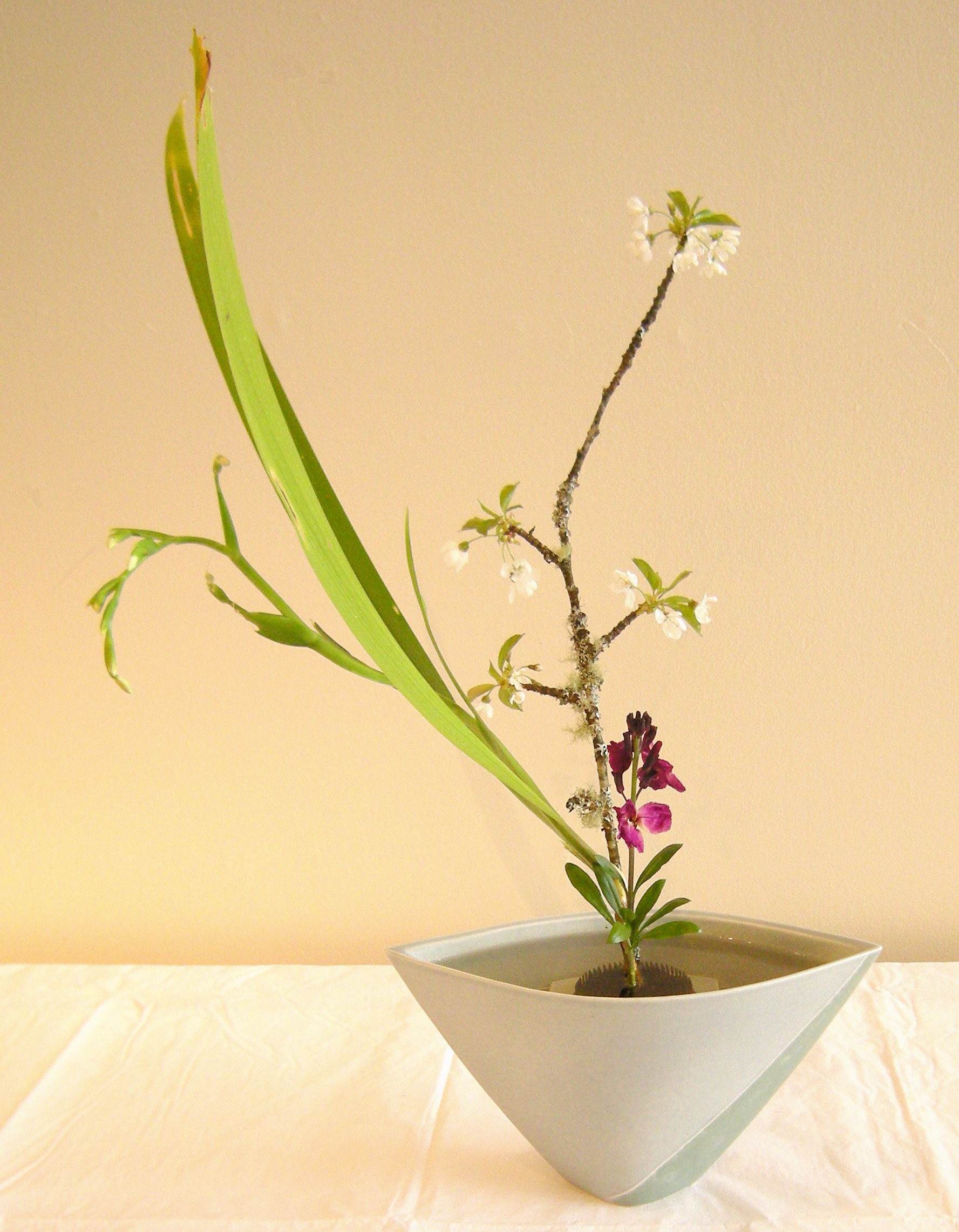
Moribana od paní Jošiko Nakamura

Heika (瓶花).
Styl podobný nageire. Aranžuje se do vysokých váz. Je typické pro tento styl, že jedna z hlavních větví je svislá. U kaskádovitého stylu heika je větev šin umístěna šikmo dolů z vázy a druhá, soe, kolmo. Celé aranžmá je spíše širší.

### Moribana

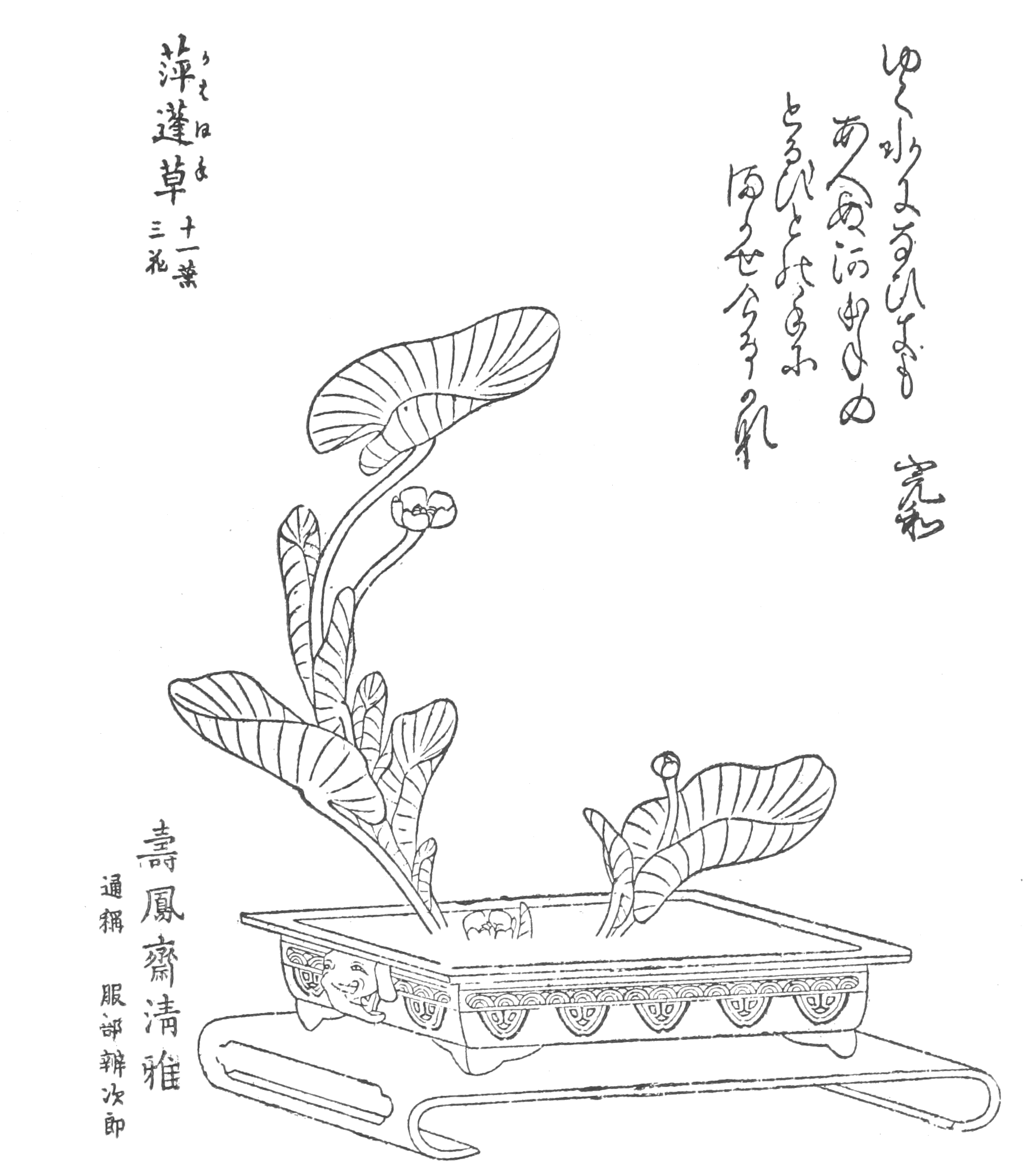
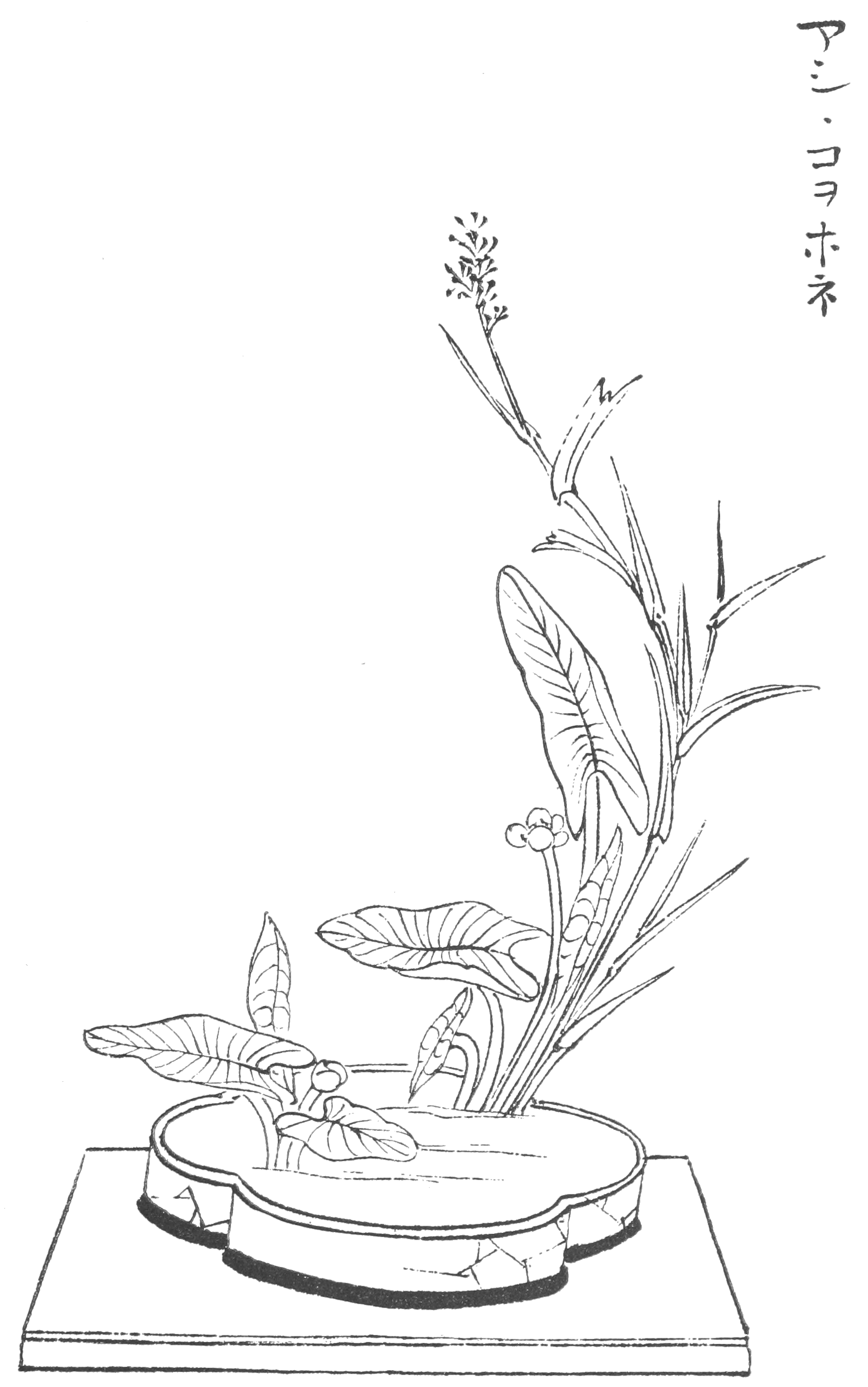
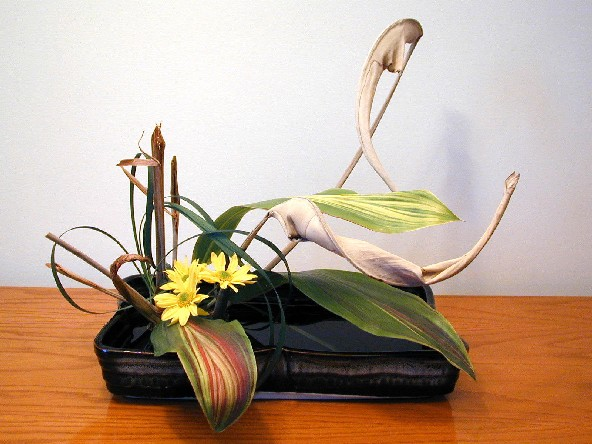

Styl moribana vychází z uspořádání školy Ohara. Moribana je nejjednodušší způsob aranžmá ikebany a používá se proto i pro výuku, jako první pokus o aranžmá ikebany. Je mnoho způsobů úprav aranžmá ve stylu moribana a každá škola používá osobité prvky.

### Hana išó

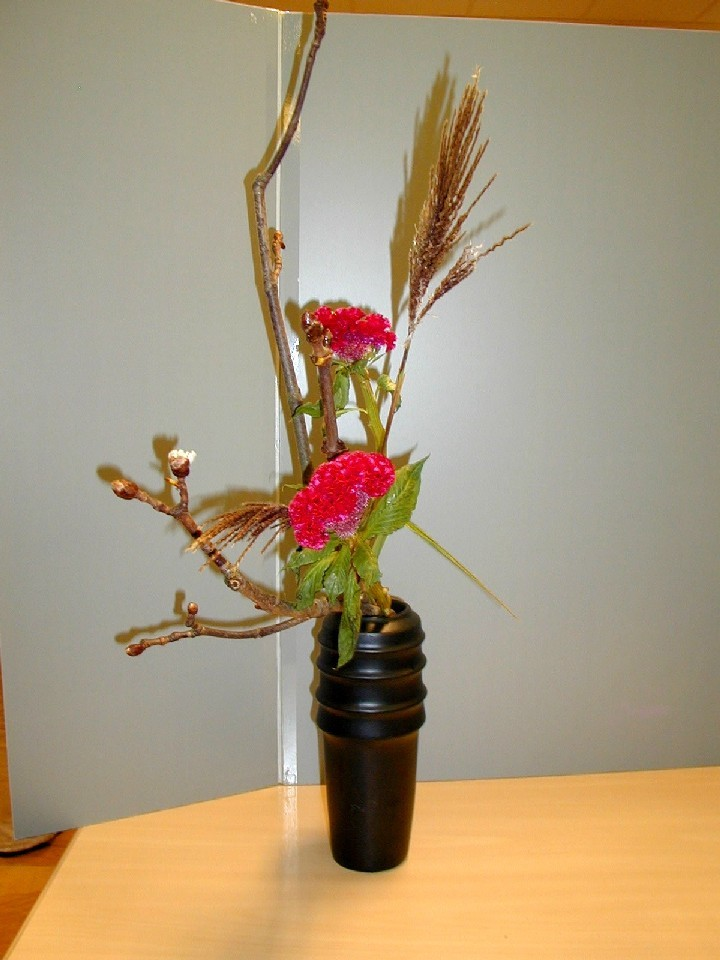
Aranžmá ve stylu heika.

Styl Hana išó (花意匠) byl vytvořen školou (skupinou aranžérů s podobnými názory) Ohara (小原流), autorem koncepce je Nacuki Ohara (小原 夏樹). Hana išó respektuje základní pravidla ikebany a zdůrazňuje jednoduchost úpravy a s elegancí vyniká expresívností díla. Hana išó je svojí povahou považována za jednoduché aranžmá ve stylu ikebana. Způsob umožňuje projevy individuality autora pomocí charakteru materiálů. Některé formy Hana išó mohou být určeny pro pohled pouze z jedné strany, zatímco jiné mohou být upraveny pro pohledy z mnoha stran. Hana išó je obvykle dělena na dva typy - základní (jednoduchá) a pokročilá. U základní Hana išó je dále rozlišen styl vzpřímený (vertikální) a skloněný. Pokročilá Hana išó je dělena na lineární, paprskovitá a kruhovitá.

### Džijúka
Džijúka (自由花, jiné čtení též džijúbana) je styl zcela volných úprav na určité téma, může být použít libovolný rostlinný materiál, ale také výrazně upravený. Neživé dřevo a nekvetoucí, nerostlinný materiál může být použit také, a všechna druhy upevnění jsou povolena. Zvláštní význam pro styl džijúka má barva a tvar nádoby, což je třeba je třeba zohlednit v aranžmá. Mezi formální pravidla patří jen uspořádání barev, hmot a linií.

### Rikka šimpútai
Styl rikka šimpútai (立花新風体) předvedl v roce 1999 ředitel školy Ikebonó, Sen'ei Ikenobó (池坊 専永). Jedná se o moderní variantu stylu rikka, kdy lze použít různé poměry velikosti, kombinace materiálů a nádoby. I když může být aranžmá uspořádáno s použitím tradičního stylu rikka, jer volnější a stává se parafrází. K upevnění lze použít kenzan jako u rikka, materiál má přibližně stejnou výšku. U ostatních konstrukčních principů, jako je směr a délka vedení linií, druh rostlinného materiálu či barevné kombinace nejsou nijak specifikovány parametry. Rikka šimpútai by měl vždy působit dojmem čistoty a jedinečnosti.

### Jiné styly
Mezi další styly patří například zen'eika (前衛花), což je avantgardní forma ikebany.

## Pomůcky
- kenzan - kovový ježek do kterého se vpichují rostliny, může být postříbřený.
- nebo úchytky a kroužky, které pomáhají držet rostlinný materiál v nádobě, zhotovené z olova, bronzu nebo železa
- nebo dřevěné kolíky
- nebo slaměná podložka
- nebo florex (oasis)
- nádoba - podle záměru japonského nebo jiného původu, plochá miska (moribana) nebo vyšší váza (nageire) apod.
- rostlinný materiál
- lýko nebo plastové pásky
- aranžovací drát
- nůž, nůžky

## Šovinismus a pověry
Ikebana je způsob aranžování které ve svých principech používá a propaguje tradiční šovinistický pohled na svět. Vnímá jako jediný možný a správný způsob nadřazenost mužů nad ženami. Ženy (ženský symbol) jsou zobrazovány jako výrazně menší, výrazně slabší a zcela přirozeně níže postavené. Ženský prvek také bývá částečně skryt. Uvedený přístup odráží hluboce tradice japonské společnosti.[zdroj?]
Na daném faktu je zajímavé, že aranžování se věnují především ženy a tyto zásady akceptují, chápu jako přirozeně vhodné. Principy, vzory aranžování, určují skupiny vedené i v 21. století tradičně převážně muži.[zdroj?]
V ikebaně je používána řada zásad vyjadřující pověry ohledně numerologie nebo barvy materiálu. Mnohé takové zásady ovšem jednoduchým způsobem pomáhají vytvořit funkční, tedy esteticky vkusnou kompozici.[zdroj?]